# Gymnázium Mikulov
Gymnázium a střední odborná škola Mikulov (celým názvem Gymnázium a střední odborná škola Mikulov, příspěvková organizace) je střední škola v Mikulově.

## Historie

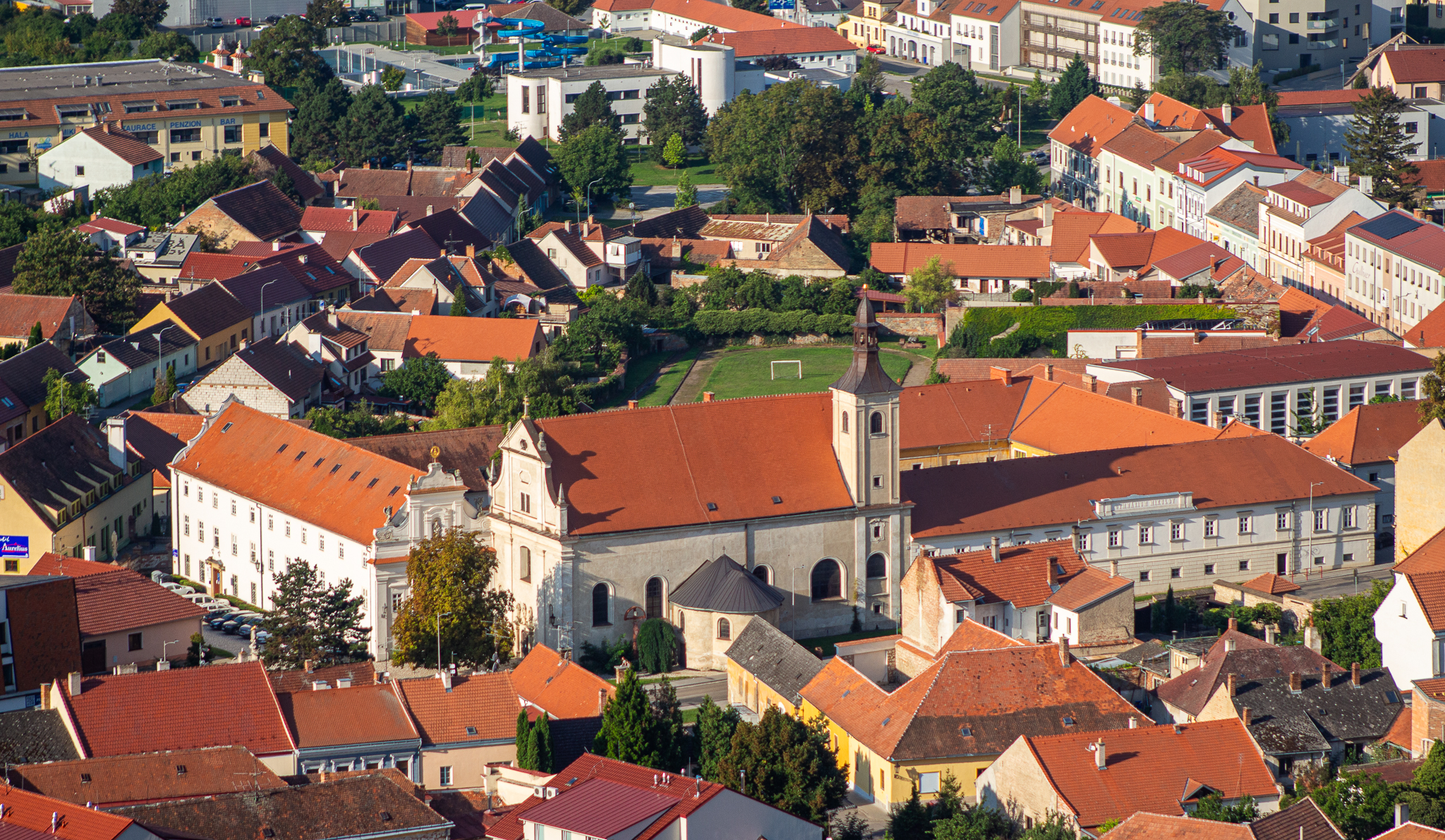
Původní budova piaristické školy s kostelem sv. Jana

Předchůdcem dnešního státního gymnázia v Mikulově bylo piaristické gymnázium založené roku 1631. Mezi studenty patřili např. Vilém Ludvík Sedláček, císařský kazatel a opat klosterneuburského kláštera, Jan Evangelista Purkyně, který zde možná i krátce vyučoval, či Karl Renner, pozdější rakouský kancléř a prezident.
V letech 2006 a 2012 prošly budovy mikulovského gymnázia rekonstrukcí. V roce 2006 byla opravena budova na Komenského ulici. O šest let později prošlo obnovou první nádvoří budovy na Purkynově ulici včetně výměny oken a střech. Novou podlahu dostala i velká tělocvična, šatny, sprchy a sociální zařízení. Rekonstrukce a sanace se také dočkal zatopený sklep pod Purkyňovým sálem a kanalizační síť. V budově na ulici Svobody byla kompletně vyměněna technologie vytápění.
V roce 2011 mikulovské gymnázium přestalo po téměř čtyř stech letech fungování působit jako samostatná organizace. Jihomoravský kraj ho sloučil s tamní střední odbornou školou a učilištěm.

## Současnost
Škola dnes nabízí osmileté a čtyřleté studium všeobecného zaměření s maturitou, obor hotelnictví s maturitou a dále nematuritní obory (dvouletá praktická škola, cukrář, kuchař-číšník, zedník, stravovací a ubytovací služby, pečovatelské služby a dva strojírenské obory).